# Ла Селватика II (Модена)
Ла Селватика II је насеље у Италији у округу Модена, региону Емилија-Ромања.
Према процени из 2011. у насељу је живело 26 становника. Насеље се налази на надморској висини од 22 м.